# Montgeron

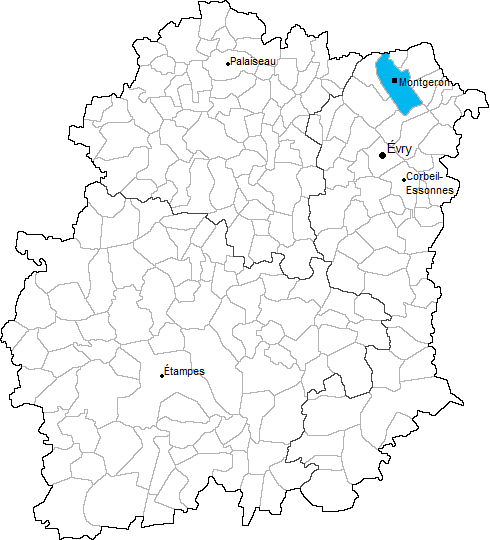
Montgeron i departementet Essonne.

Montgeron är en kommun i departementet Essonne i regionen Île-de-France i norra Frankrike. Kommunen ligger i kantonen Montgeron som tillhör arrondissementet Évry. År 2022 hade Montgeron 23 890 invånare.
Orten är en förort till Paris, och ligger 18,5 kilometer sydost om Paris centrum.
Den första etappen i den första upplagan av Tour de France, 1903, startade i Montgeron.
Claude Monet har målat landskapsmålningar i Montgeron och i staden möttes år 1958 för första gången de polska författarna Zbigniew Herbert och Czesław Miłosz, hemma hos Miłosz.

## Befolkningsutveckling
Antalet invånare i kommunen Montgeron
| Referens: INSEE |